# Cupar
Cupar (gael. Cùbar, scots Cupar) – miasto we wschodniej Szkocji, w hrabstwie Fife, położone nad rzeką Eden. W 2011 roku liczyło 9339 mieszkańców.
W XIII wieku Cupar stało się ośrodkiem administracyjnym hrabstwa Fife. Funkcję tę pełniło nieprzerwanie do 1974 roku, gdy władze hrabstwa przeniesione zostały do Glenrothes. Prawa miejskie uzyskało w 1356 roku. W mieście znajdował się zamek, niezachowany do czasów obecnych.
Miasto rozwinęło się głównie dzięki handlowi wełną, zwierzętami i zbożem. Współcześnie w mieście funkcjonuje przemysł drukarski, spożywczy, chemiczny i meblarski
W Cupar znajduje się stacja kolejowa na linii z Dundee do Edynburga.